# Liste des cathédrales de Chicago
Cet article concerne une liste des cathédrales situées à Chicago (Illinois, États-Unis).

## Liste
- La cathédrale Saint-Jacques de l'Église épiscopale des États-Unis
- La cathédrale du Saint-Nom de l'Église catholique romaine de rite latin
- La cathédrale Saint-Pierre de l'Église catholique apostolique nationale
- La cathédrale de la Sainte-Résurrection de l'Église orthodoxe serbe
- La cathédrale Saint-Thomas l'Apôtre de l'Église catholique de rite syro-malabar
- La cathédrale de la Sainte-Trinité de l'Église orthodoxe russe